# Wasteocene
Il Wasteocene, chiamata anche era degli scarti (era [-cene] degli scarti [waste]) è una denominazione proposta in contrapposizione all'Antropocene, con la quale si intende mettere in evidenza le ripercussioni della produzione capitalistica di merci, e di conseguenza di scarti (dall'inglese waste), a livello di impatto ambientale, economico e sociale.

## Genesi terminologica
Il termine è entrato nel dibattito culturale nell'aprile del 2017 grazie ad un articolo di Marco Armiero e Massimo De Angelis, pubblicato sotto il nome di Anthropocene: Victims, Narrators, and Revolutionaries presso la rivista South Atlantic Quarterly della Duke University Press. Per critici come Armiero e De Angelis, la crisi socio-ecologica non può essere trattata come un prodotto del genere umano in quanto tale.

## Definizione
Il Wasteocene può considerarsi come una forma polemica di contrapposizione all'Antropocene, facente parte della famiglia del Capitalocene, dal quale deriva. È una delle diverse alternative all'Antropocene, pensate da diversi studiosi nel campo delle scienze umane dell'ambiente per stimolare un approccio critico all'Antropocene e andare oltre l'immagine troppo neutrale di "età degli umani" che questo richiama.

Il concetto non si limita alla mera definizione di scarto in quanto merce di poco valore o di qualità scadente o come rifiuto, così come non si limita al considerare lo scarto come, ad esempio, la plastica nei mari, la CO2 nell'atmosfera ed elementi simili, ma anche e soprattutto alle wasting relationship, ovvero relazioni socio-ecologiche che producono luoghi e persone o comunità di scarto  . Il pensiero di intendere lo scarto ben oltre il semplice oggetto o rifiuto non è nuovo, poiché già nel 2008 Bauman aveva considerato l'idea dei rifiuti umani considerando le persone come scarti.  Questa astrazione si pone alla base del pensiero del Wasteocene insieme a quella definita othering, ovvero la pratica dell'alterizzazione definita nel 1992 da Chakrabarty. Con essa, indipendentemente dalla tipologia di scarto, viene specificato lo sporco come un qualcosa che viene sempre collocato in un esterno.
 Queste due astrazioni si pongono alla base del Wasteocene, poiché l'alterizzazione è al cuore delle wasting relationship, dunque la produzione di scarti è legata alla produzione dell'altro, inteso come chi è esterno a noi. Di conseguenza, l'alterizzazione prodotta durante un processo di scarto è da considerarsi più pervasiva rispetto, ad esempio, alla creazione di aree destinate a ospitare lo sporco, in quanto in questo caso tende addirittura a cambiare la natura dell'altro e, contemporaneamente, ad usarlo per conservare un privilegio. Come definito inoltre da Solnit nel 2008, è il muro che crea il paradiso, dunque l'alterizzazione di qualcuno o qualcosa permette di creare un noi al sicuro.

### Confronto con Antropocene e Capitalocene
Partendo dalla considerazione che i rifiuti possono assumersi come l'essenza dell'Antropocene, in termini di Wasteocene è possibile ripensare questo come l'inquadramento dei rifiuti nell'azione che li produce, quindi come un insieme di relazioni che creano le persone e i luoghi di scarto. Inoltre, mentre le evidenze dell'Antropocene possono essere rivelate attraverso un'analisi della geosfera, per trovare le tracce del Wasteocene risulta necessario andare ad analizzare la sfera del vivente e delle relazioni che consentono la vita sulla terra. Inoltre, a differenza del Capitalocene, con il quale si analizzano le cause della crisi socio-ecologica e le conseguenze durature sul piano economico, sociale, giuridico e ambientale, il Wasteocene svela gli effetti di questa crisi prodotti dal capitalismo per sottolineare la natura contaminante del capitalismo e la sua persistenza nel tessuto socio-biologico. 